# 阿尔西·哈尔尤
阿尔西·哈尔尤（芬蘭語：Arsi Harju，1974年3月18日—），芬兰男子田径运动员。他曾代表芬兰参加1996年和2000年夏季奥林匹克运动会田径比赛，其中2000年奥运会获得男子铅球金牌。